# Cari
Cari sägs har varit en hövding i närheten av Titicacasjön i Peru innan Inkariket grundades.
Cari ska ha besegrat sin rival Zapana och på så vis berett väg för inkafolkets dominans. Det berättas också om honom att han besegrat vita, skäggiga män på en ö i Titicacasjön.